# Brackenridgia bridgesi
Brackenridgia bridgesi is een pissebed uit de familie Trichoniscidae. De wetenschappelijke naam van de soort is voor het eerst geldig gepubliceerd in 1942 door Van Name.